# Ivo Cipci
Ivica Cipci dit Ivo (né le 25 avril 1933 à Split) est un joueur de water-polo yougoslave (croate), médaillé olympique en 1956.